# Первая Речка (река, впадает в Японское море)
Первая Речка — река на юге Приморского края, протекает по территории полуострова Муравьёва-Амурского, является одной из малых рек Владивостока. Длина 8,8 километра, площадь бассейна — 20 км². Берёт своё начало на западных склонах Центрального хребта, течёт в западном направлении и впадает в Амурский залив между мысами Лагерным и Калузина.
Речной бассейн, за исключением незначительного участка в верховьях реки, почти полностью занят инфраструктурой города Владивостока. Его длина 8,5 км, ширина около 2-3 км, к устью сужается до 0,5 км. Бассейн граничит на севере с бассейнами малых рек, впадающих в Амурский залив, наибольшая из которых — река Вторая Речка. На юге водораздел проходит по водоразделу с бассейнами малых рек, впадающих в бухту Золотой Рог.

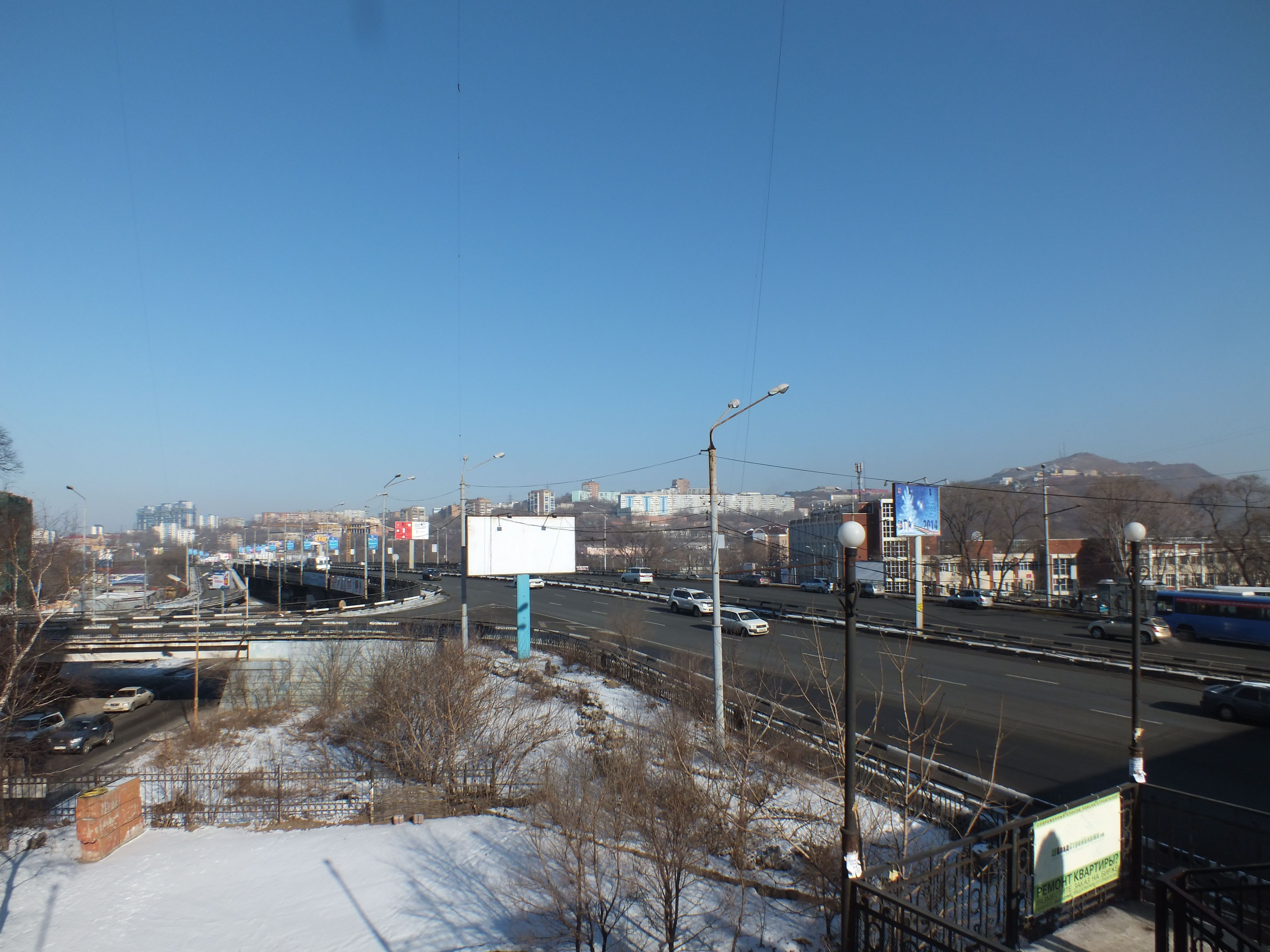
Проспект Столетия Владивостока пересекает долину реки Первая Речка

Речное русло в верховьях имеет ширину 1 метр, далее почти на всём протяжении ширина колеблется около 3 метров, ближе к устью расширяется до 5-10 метров. Русло слабоизвилистое, на значительном протяжении заключено в трубы, перекрыто железнодорожными, автодорожными мостами и пешеходными переходами. Берега обрывистые, высотой до 1 м, сложены суглинками с большим содержанием песка, гальки и гравия. Дно песчано-галечное с примесью гравия, значительно засорено бытовыми отходами и сточными водами.
В летнее время часты паводки, вызываемые в основном интенсивными продолжительными дождями. Подъём воды в реке быстрый, амплитуда колебания уровня воды — до 2-х метров. Пойма во время паводков затопляется до 500 м в ширину, часто подтопляя хозяйственные строения, автомобильные и железные дороги.